# Kosihovce
Kosihovce (in ungherese Dacsókeszi) è un comune della Slovacchia facente parte del distretto di Veľký Krtíš, nella regione di Banská Bystrica.